# Pfarrkirche Bockfließ

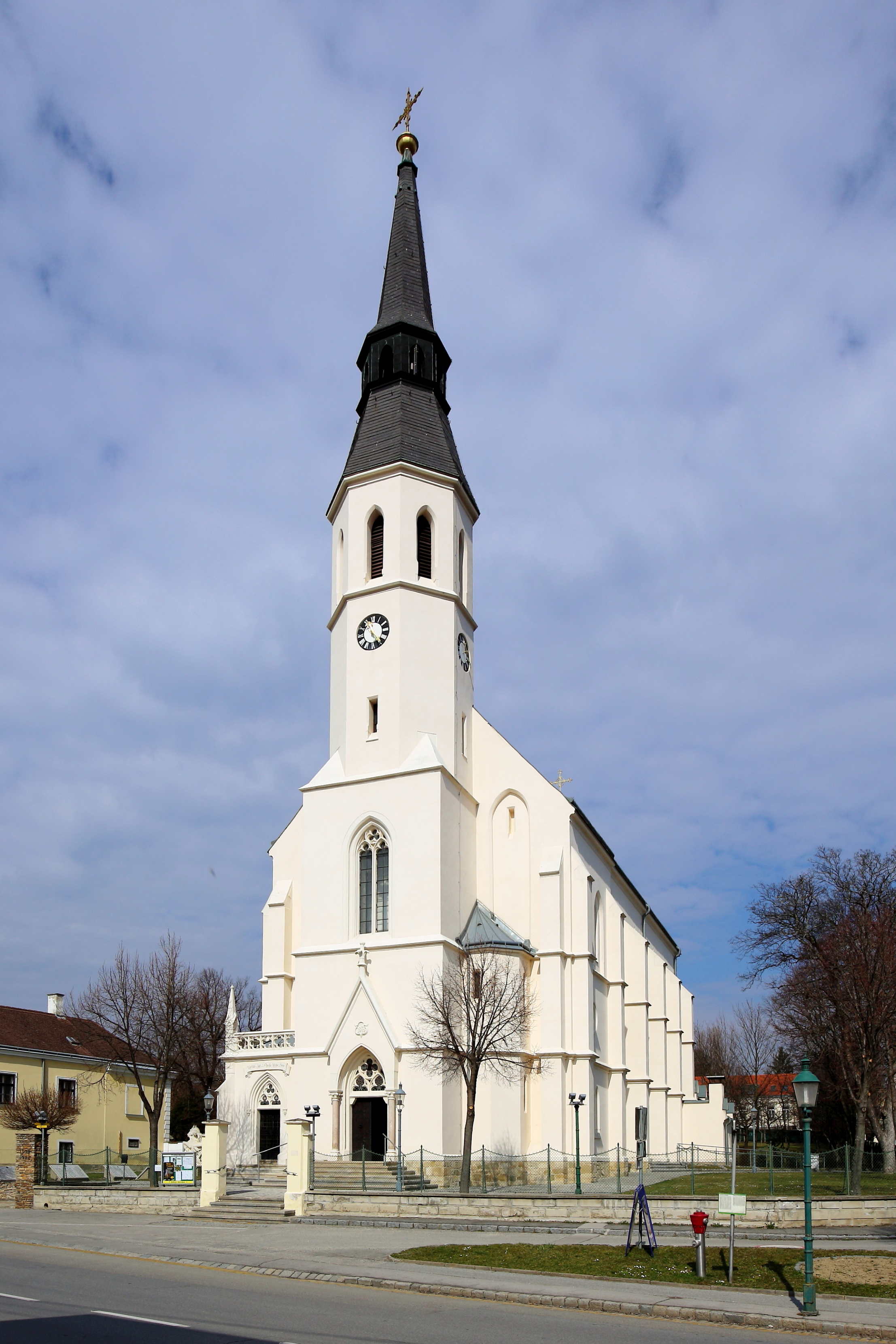
Kath. Pfarrkirche hl. Jakobus in Bockfließ

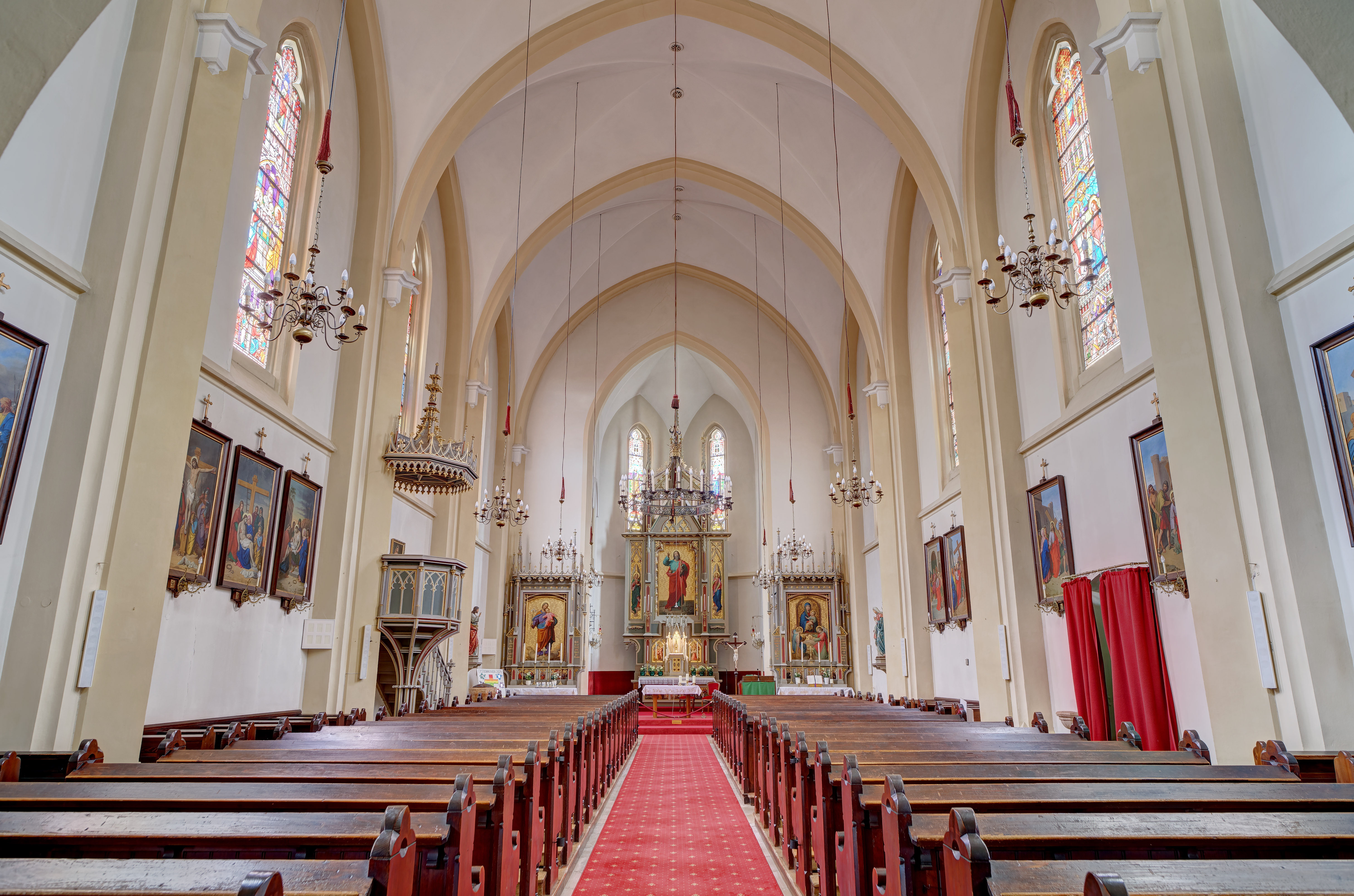
Blick vom Langhaus zum Hauptaltar

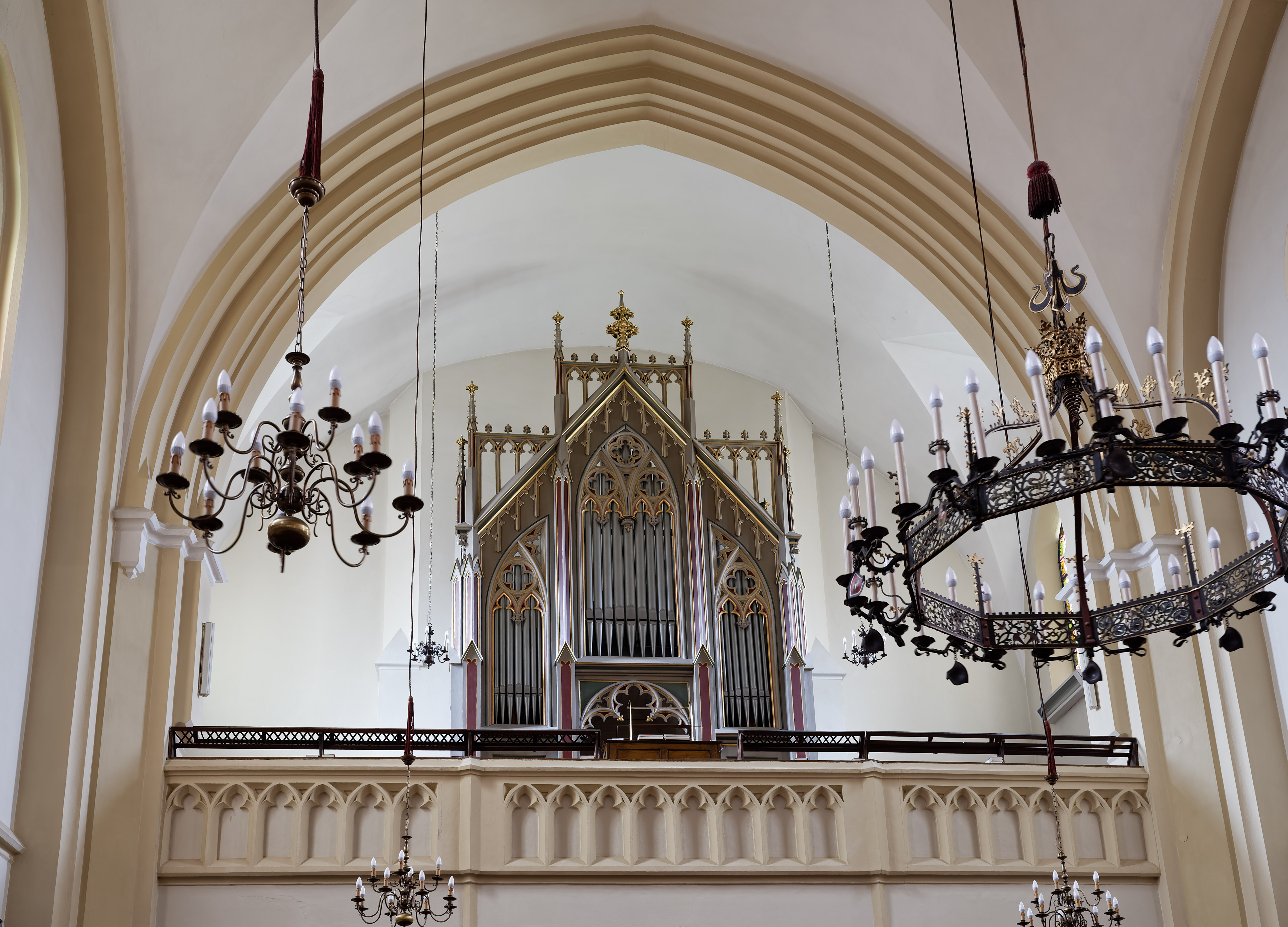
Ansicht der Empore mit der Kirchenorgel

Die römisch-katholische Pfarrkirche Bockfließ steht in der Gemeinde Bockfließ im Bezirk Mistelbach in Niederösterreich. Sie ist dem heiligen Jakobus geweiht und gehört zum Dekanat Gänserndorf im Vikariat Unter dem Manhartsberg der Erzdiözese Wien. Das Bauwerk steht unter Denkmalschutz.

## Lagebeschreibung
Die Kirche steht im Ortszentrum an der Hauptstraße.

## Geschichte
Die Kirche wird 1217 erstmals urkundlich erwähnt. Ab 1376 stand die Kirche unter der Verwaltung der Pfarre Großrussbach. Ab 1560 war die Kirche eine landesfürstliche Pfarre. 1785 wurde die Kirche zum Dekanatssitz. Die alte Pfarrkirche wurde im Jahr 1871 demoliert. Der Neubau wurde ab 1874 errichtet und 1876 geweiht. Restaurierungen erfolgten in den Jahren 1948 und 1964.

## Kirchenbau
Kirchenäußeres
Die neugotische Saalkirche weist einen Fassadenturm an der Südseite auf. Der Chor ist Richtung Norden orientiert. Der Turm an der südlichen Turmfassade steht über einem quadratischen Grundriss. Die Obergeschoße sind im Achteck ausgeführt. Darüber ist ein Spitzhelm. Im Erdgeschoß des Turmes ist ein Portal mit Blendgiebelfeld. Im Dreipass steht die Jahreszahl 1876. Der Giebel lagert auf Säulen mit Knospenkapitellen. Das Portal ist über eine Außentreppe erreichbar. Das Portal hat eine spitzbogige Laibung. Darüber ist ein Maßwerktympanon. In der südöstlichen Ecke der Kirche ist die Grabkapelle der Atschko von 1876 in den Kirchenbau integriert. Das Portal zur Grabkapelle hat neugotische Formen und wird von einer Maßwerkbalustrade bekrönt. Die Seitenwände und der Chor sind durch Strebepfeiler und ein Kaffgesims gegliedert. Der im Norden liegende Chor ist im 4/6 geschlossen. Die Fassade ist von Lanzettfenstern durchbrochen. An der Ostseite der Kirche ist ein Schulterbogenportal. An der Nordwestseite der Kirche ist ein kleines achteckiges Türmchen mit Pyramidendach.
Kircheninneres
Das Erdgeschoß des Turmes ist eine quadratische kreuzrippengewölbte Vorhalle. Das einschiffige Langhaus ist vierjochig und kreuzrippengewölbt. Die Wände weisen Blendbogengliederung auf, davor sind kantige Dienste. Die dreiachsige Orgelempore lagert auf massiven Rundpfeilern und ist kreuzrippenunterwölbt. Ein spitzbogiger Triumphbogen trennt das Langhaus vom eingezogenen Chor mit 4/6-Schluss. Die Glasfenster aus der Zeit um 1900 weisen Heiligendarstellungen auf.

## Ausstattung
Die Einrichtung stammt aus der Bauzeit. Die Altäre sind als neugotische Retabelaltäre ausgeführt und farbig gefasst. Das Hochaltarbild zeigt den heiligen Jakobus und Engel. Es stammt von Carl Joseph Geiger und Josef Kessler. Auf dem linken Seitenaltar ist ein Bild des heiligen Josef. Am rechten Seitenaltar ist das Gnadenbild „Maria Schnee“. Es wurde in späterer Zeit übermalt. Die Kanzel in neugotischen Formen entstand um 1875. In der Kirche ist ein überlebensgroßes Kruzifix aus Holz von 1635. In späterer Zeit wurde es überarbeitet und neu gefasst.
In der Grabkapelle der Atschko steht ein neugotischer Dreinischenaltar mit einer Madonnenfigur mit Kind sowie Engel aus der Zeit um 1875.

## Orgel
Das Gehäuse der Orgel stammt aus um 1875 und beinhaltet ein Orgelwerk aus 1925 der Orgelbau Cäcilia mit 16 Registern.

## Glocken
Die zweitgrößte Glocke wurde um 1800 von der Glockengießerei Scheichel gegossen und erklingt im Ton h¹, die restlichen Stücke sind Werke der Gießerei Pfundner aus dem Jahr 1957 und ergeben zusammen mit der historischen Glocke das Salve-Regina-Motiv in den Tönen g¹, h¹, d² und e².